# 김충한
김충한(金冲漢)은 고려 말기의 문신이다. 자는 통경(通卿)이며, 호는 수은(樹隱)이다. 본관은 경주(慶州)이다.

## 생애
생몰년은 미상이다. 사대부로서 학문에 밝았으며, 봉익대부 예의판서를 역임했다.
고려가 끝내 멸망하고 조선이 건국되자 만수산의 두문동(杜門洞)에 은거하여 불사이군(不事二君)의 충절을 지켰다. 이로써 목은 이색, 포은 정몽주, 도은 이숭인, 야은 길재, 농은 민안부와 더불어 육은(六隱)으로 일컬어졌다. 태종 원년에 이조판서에 추증하고 문민(文敏)의 시호를 내렸으나, 자손들이 유훈을 받들어 관직과 시호를 받지 않았다. 두남사(杜南祠), 두곡서원(杜谷書院), 표절사(表節祠), 칠현사(七賢祠), 금남사(錦南祠), 학산사(鶴山祠) 등에 제향되었다.

## 가족
- 고조(高祖)
  - 중서시랑평장사(中書侍郞平章事) 김인경(金仁鏡)
- 증조(曾祖)
  - 상서좌복야(尙書左僕射) 김연성(金鍊成)
- 조부(祖父)
  - 전객시령(典客寺令) 김영(金瑩)
- 선고(先考)
  - 판도사정랑(判圖司正郞) 김서인(金瑞仁)
- 자서(子壻)
  - 이조정랑(吏曹正郞) 김자(金磁)
  - 담양부사(潭陽府使) 김승(金繩)
  - 홍문관직제학(弘文館直提學) 김작(金綽)
  - 공조참의 증찬성(工曹參議 贈贊成) 신포시(申包翅)

## 참고 문헌
- 고려명신전(高麗名臣傳), 신증동국여지승람(新增東國輿地勝覽), 수은실기(樹隱實記), 이현실기(二賢實記), 고려충의열전(高麗忠義列傳).